# Gammanema smithi
Gammanema smithi är en rundmaskart som beskrevs av Murphy 1964. Gammanema smithi ingår i släktet Gammanema och familjen Choniolaimidae. Inga underarter finns listade i Catalogue of Life.